# Chikkalaki, Jamkhandi
Chikkalaki là một làng thuộc tehsil Jamkhandi, huyện Bagalkot, bang Karnataka, Ấn Độ.